# Otras alas (EP)
Otras alas es el título EP début de la cantautora española Natalia Lacunza. Fue lanzado el 21 de junio de 2019 y contiene un total de 7 canciones.

## Antecedentes
Natalia Lacunza es conocida por su participación en el reality show de TVE, Operación Triunfo 2018. Tras quedar en tercer lugar en la competencia, Lacunza firmó contrato con Universal Music España.

## Promoción

### Sencillos
«Nana triste» es el primer sencillo del EP, publicado el 14 de junio de 2019. Cuenta con la colaboración de Guitarricadelafuente.
«Tarántula» es el segundo sencillo del EP, publicado el 12 de julio de 2019.

## Lista de canciones
| Otras alas |                                          |                                                                        |                      |          |  |
| N.º        | Título                                   | Escritor(es)                                                           | Productor(es)        | Duración |  |
| 1.         | «Nada»                                   | Natalia Lacunza, Mateus Magalhaes de Seabra, Rodrigo Silvério do Carmo | Stego, Redmojo       | 0:56     |  |
| 2.         | «Tarántula»                              | Lacunza, Marcos Terrones                                               | ODDLIQUOR            | 3:09     |  |
| 3.         | «Gata negra»                             | Lacunza, Miguel Barros                                                 | Pional               | 3:23     |  |
| 4.         | «Otras alas» (con Marem Ladson)          | Lacunza, Marem Ladson                                                  | René, Sansó          | 2:55     |  |
| 5.         | «No te veo»                              | Lacunza, Gabi Fernández, Juancho Marqués, Vic Mirallas                 | Fernández, Mirallas  | 3:41     |  |
| 6.         | «Olivia»                                 | Lacunza, Anxo Rodríguez Ferreira, Christian Senra                      | Sen Senra, Rodríguez | 3:08     |  |
| 7.         | «Nana triste» (con Guitarricadelafuente) | Lacunza, Álvaro Lafuente                                               | Raul Perez           | 3:07     |  |
| 20:21      |                                          |                                                                        |                      |          |  |

## Personal
Vocales
- Natalia Lacunza – voz principal
- Marem Ladson –  voz principal (pista 4)
- Guitarricadelafuente –  voz principal (pista 7)

Producción
- Stego – producción (pista 1)
- Redmojo – producción (pista 1)
- ODDLIQUOR – producción (pista 2)
- Pional – producción (pista 3)
- René – producción (pista 4)
- Sansó – producción (pista 4)
- Gabi Fernández – producción (pista 5)
- Vic Mirallas – producción (pista 5)
- Sen Senra – producción (pista 6)
- Anxo Rodríguez Ferreira – producción (pista 6)
- Raul Perez – producción (pista 7)

## Posicionamiento en listas
Posiciones obtenidas por Otras alas
| País   | Lista           | Máxima posición | Certificación |
| ------ | --------------- | --------------- | ------------- |
| España | Top 100 Álbumes | 1               | x1            |

Posiciones obtenidas por canciones del álbum
| Canción     | País   | Máxima posición | Certificación |
| ----------- | ------ | --------------- | ------------- |
| Nana triste | España | 4               | x1            |
| Tarántula   | España | 52              | —             |
| Gata negra  | España | 76              | —             |
| Otras alas  | España | 95              | —             |
| No te veo   | España | 96              | —             |
| Olivia      | España | 74              | —             |

## Historial de lanzamiento
| Región | Fecha               | Formato                     | Discográfica      |
| ------ | ------------------- | --------------------------- | ----------------- |
| Mundo  | 21 de junio de 2019 | Descarga digital, streaming | Sony Music España |